# Adrian Fortescue

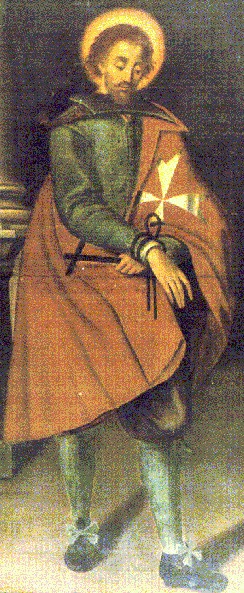
De zalige Adrian Fortescue

Adrian Fortescue (Hertfordshire, 1476 - Londen, 9 juli 1539) was een hoveling aan het hof van koning Hendrik VIII van Engeland. Hij werd in 1539 geëxecuteerd en later zalig verklaard als rooms-katholiek martelaar.

## Biografie
Fortescue werd in 1476 geboren als een zoon van ridder John Fortescue. Fortescue was verre familie van Anna Boleyn. In 1503 werd Fortescue opgenomen in de Orde van het Bad. Hij nam in 1513 en 1523 ook deel aan de Engelse oorlogen tegen Frankrijk. In 1532 werd hij opgenomen in de Orde van Malta.
In augustus 1534 werd Fortescue zonder opgaaf van redenen opgepakt, maar na een paar maanden was hij alweer in vrijheid. Vijf jaar later werd hij opnieuw opgepakt samen met vijftien andere mensen die kritiek hadden op de Anglicaanse Kerk van Hendrik VIII. Op 9 oktober werd hij op Tower Hill onthoofd.
Hij had drie zonen en een van hen was John Fortescue of Salden die Chancellor of the Exchequer werd.

## Zaligverklaring
Al sinds de 17de eeuw pleitte de Orde van Malta in Rome voor een zaligverklaring voor Fortescue. Op 13 mei 1895 verklaarde paus Leo XIII hem zalig.